# 甲申政変
甲申政変（こうしんせいへん）とは、1884年12月4日（時憲暦光緒十年十月十七日）に朝鮮で起こった独立党（急進開化派）によるクーデター。親清派勢力（事大党）の一掃を図り、日本の援助で王宮を占領し新政権を樹立したが、清国軍の介入によって3日で失敗した。甲申事変、朝鮮事件とも呼ばれる。

## 背景

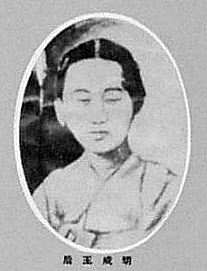
閔妃とされてきた写真

1880年代前半、朝鮮の国論は、清の冊封国としての立場の維持に重きをおいて事大交隣を主義とする守旧派（事大党）と朝鮮の近代化を目指す開化派に分かれていた。後者はさらに、国際政治の変化を直視し、外国からの侵略から身を守るには、すでに崩壊の危機に瀕している清朝間の宗属関係に依拠するよりは、むしろこれを打破して独立近代国家の形成をはからなければならないとする急進開化派（独立党）と、より穏健で中間派ともいうべき親清開化派（事大党）に分かれていた。親清開化派は、清国と朝鮮の宗属関係と列国の国際関係を対立的にとらえるのではなく、二者併存のもとで自身の近代化を進めようというもので、閔氏政権の立場はこれに近かった。一方の急進開化派は、朝鮮近代化のモデルとして明治維新後の日本に学び、日本の協力を得ながら自主独立の国を目指そうという立場であり、金玉均や朴泳孝ら青年官僚がこれに属した。日本の政財界のなかにも、朝鮮の近代化は、明治政府の進める殖産興業政策によって生まれる近代産業の市場としての価値を高めるものとして期待された。
1882年7月の壬午軍乱の結果、閔氏政権は事大主義的な姿勢を強め、清国庇護のもとでの開化政策という路線が定まった。その結果、今まで「衛正斥邪」を掲げる攘夷主義者と対峙してきた開化派は、清国重視のグループと日本との連携を強化しようとするグループに分裂した。1876年の日朝修好条規の締結によって朝鮮を開国に踏み切らせた日本であったが、軍乱後に清国と朝鮮がむすんだ中朝商民水陸貿易章程によって修好条規の規定は空洞化され、朝鮮政府に対する影響力はその分減退した。金宏集（のちの金弘集）、金允植、魚允中らは清国主導の近代化を支持し、閔氏政権との連携を強めるようになった。

## 独立党の活動

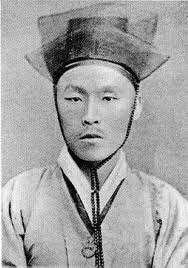
独立党のリーダーとして活躍した金玉均

金玉均・朴泳孝・徐載弼ら独立党の人士が朝鮮の開化をめざして日本に接近したのは1870年代後葉にさかのぼる。
金玉均は、近代的技術の導入と軍事力強化のために洋務開化論を唱えた右議政（副首相に相当）朴珪寿の影響を強く受けた。朴珪寿自身は1877年に没したので、1880年代の指導者とはならなかったが、その指導下には朴泳孝、朴泳教、徐載弼、洪英植らの開化派が形成され、清国との関係を維持しながら近代化を進めようとする金宏集、金允植、魚允中、兪吉濬ら穏健開化派も元来は同じ系統に属していた。
1879年（明治12年）、金玉均らは仏僧の李東仁を日本に密入国させ、福澤諭吉や後藤象二郎をはじめ一足先に近代化を果たした日本の政財界の代表者達に接触し、交流を深めていった。
金玉均自身の最初の訪日は1882年3月から同年の8月までであった。これは、自身が高宗にはたらきかけた結果実現したもので、高宗は金玉均、朴泳孝、閔泳翊、徐光範の4人を日本に派遣しようとしたが、朴泳孝と閔泳翊は都合がつかず、31歳の金玉均と23歳の徐光範の派遣となった。金玉均は長崎で地方議会、裁判所、小中学校・師範学校、電信施設などを視察、大阪では府知事と会見して練兵場、印刷所、建設会社などを見学、京都では府庁を訪問したほか盲唖院その他を見学している。東京では福澤諭吉と親しく交わり、主要な施設を精力的に視察した。また、福澤の紹介などによって井上馨、大隈重信、榎本武揚、副島種臣、渋沢栄一、大倉喜八郎、内田良平をはじめ、官民問わず多数の人びとと会合した。さらに横浜の清国公使館はじめ各国の領事館等もくまなく訪問し、海外事情の収集にも尽力した。金玉均らが壬午軍乱発生の報に初めて接したのは、その帰途の山口県下関においてであり、大院君拉致事件を知ったのは仁川においてであった。

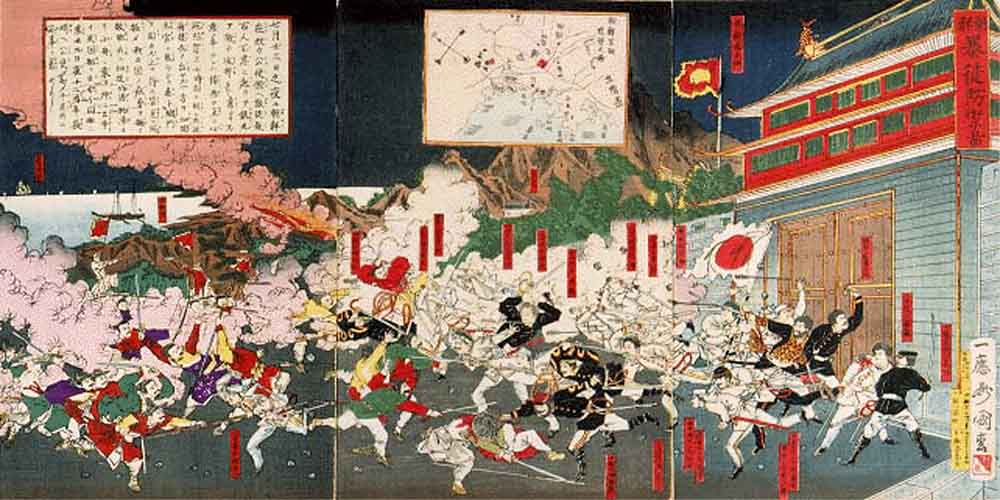
壬午軍乱
襲撃された日本公使館

壬午軍乱は、呉長慶や丁汝昌らを中心とする清国軍が、乱の首謀者で国王の父興宣大院君を拉致して中国の天津に連行したことで収束した。復活した高宗と閔氏の政権は清国の制度にならった政治改革をおこなった。朝鮮はまた、清国軍3,000名、日本軍200名弱の首都漢城（現、ソウル）への駐留という事態を引き受けざるを得なくなった。上述のとおり、朝鮮は清国より中朝商民水陸貿易章程を押し付けられることとなり、開化政策は清国主導で進められることがはっきりとしてきた。一方、朝鮮政府は、軍乱後に日朝間で結んだ済物浦条約の規定によって1882年10月に謝罪使として朴泳孝を特命全権大使、金晩植を副使、徐光範、閔泳翊、徐載弼、柳赫魯らを従事官とする総勢約20名を派遣した。金玉均は書記官の肩書で顧問としてこれに加わった。一行は同年12月まで日本に滞在し、朴泳孝らは明治天皇に謁見、政府高官とも接触して朝鮮独立援助を要請、さらに福澤諭吉ら多くの日本の知識人と親交を結んで海外事情や新知識を獲得した。
朝鮮の自主独立を標榜してきた日本としては好機到来といえたが、軍乱後の朝鮮は清国の制圧下にあり、政府部内も山縣有朋らの積極的関与論と井上馨らの不干渉論に分かれた。閣議は積極的援助を避けながらも限定的に朝鮮独立を支援するという折衷論に決定した。軍乱の償金支払いを済物浦条約で規定された5年間から10年間へと年限を緩和し、横浜正金銀行からは17万円の借款が供与された。この訪日は、金玉均にとって2度目にあたったが、12月に朴泳孝ら10名が朝鮮へ帰国してのちも徐光範らとともに日本にとどまり、政財界人や外国使節とも会って交流を深め、1883年3月まで日本に滞在した。

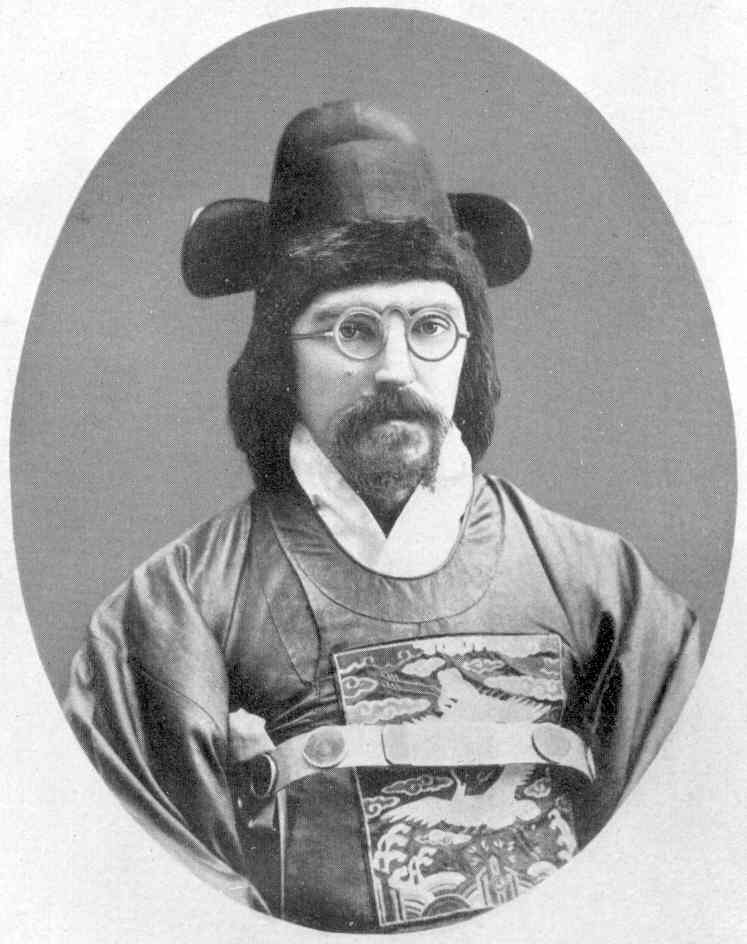
朝鮮の外交顧問となったメレンドルフ

一方、軍乱後に王宮にもどった閔妃は潜伏していた忠州で知り合った巫女を王室の賓客として遇し、厚く崇敬して毎日2回の祭祀を欠かさないほどであった。閔氏一族や政府高官も加わった祭祀は、やがてこれにかかる費用は莫大なものとなった。朝鮮全土の宗教者も王宮に集まってこれを占拠する状態となり、売官が再流行して朝鮮半島の政治はいっそう混迷の度を深めた。壬午軍乱後、李鴻章によって朝鮮政府の外交顧問に推薦され、その任についたドイツ人パウル・ゲオルク・フォン・メレンドルフは、釜山、元山、仁川の3港に設けた税関を管掌していたが、閔氏政権の重鎮で閔妃の甥にあたる閔泳翊と謀って税関収入の一部を閔妃個人のために支出した。さらに1883年、朝鮮の国庫の窮状を知ったメレンドルフは「当五銭」という悪貨の鋳造を朝鮮政府に勧め、これは漢城、江華島、平壌で大量に鋳造されたが、金玉均ら独立党は、インフレーションをまねき、人民の経済生活に大混乱を生じかねない当五銭に強い危機感をいだいて猛烈に反対し、その代案として日本などからの借款の獲得をめざした。勢道政治を進める閔氏やメレンドルフからすれば、あくまでも正論を唱える金玉均は邪魔者でしかなかった。

## クーデター計画
1883年6月、金玉均は自身にとって3回目の日本訪問の途についた。前回の訪日で会見した日本政府の高官は、朝鮮国王の委任状があれば借款に応ずることを示唆しており、朝鮮からの留学生尹致昊の帰国に際しても大蔵大輔の吉田清成はかさねてそのことを金玉均に伝言していた。
しかし、高宗からあたえられた300万円の国債借り入れの委任状を持参して来日した金玉均に対する日本政府の対応は冷たかった。300万円は当時の朝鮮における国家財政1年分に相当しており、日本の予算約5,000万円からしても巨額なものであった。メレンドルフの妨害工作もあったが、日本政府としても大蔵卿松方正義が緊縮財政を進めているなか、財政力に乏しく政情も不安定な朝鮮に対し、そのような巨額な投資をおこなうべき理由は乏しかった。金玉均は、日本についで、フランスやアメリカ合衆国からの借款工作にも失敗した。
1884年5月、金玉均は失意のうちに朝鮮に帰国した。朝鮮では、以前にもまして大国清の勢力が猛威をふるい、朝鮮国の重臣たちはそれに追随し、開化派の活動はいっそうせばめられていた。清とフランスの緊張関係の高まりから、5月に遼東半島に移駐することとなった呉長慶にかわって野心家の袁世凱が実権を掌握し、朝鮮王宮は彼の挙動に左右された。これに危機感を覚えた金玉均らは国王高宗を動かそうと計画した。高宗もまた閔氏の専横に心を痛め、朝鮮の将来に不安をいだいていたのである。

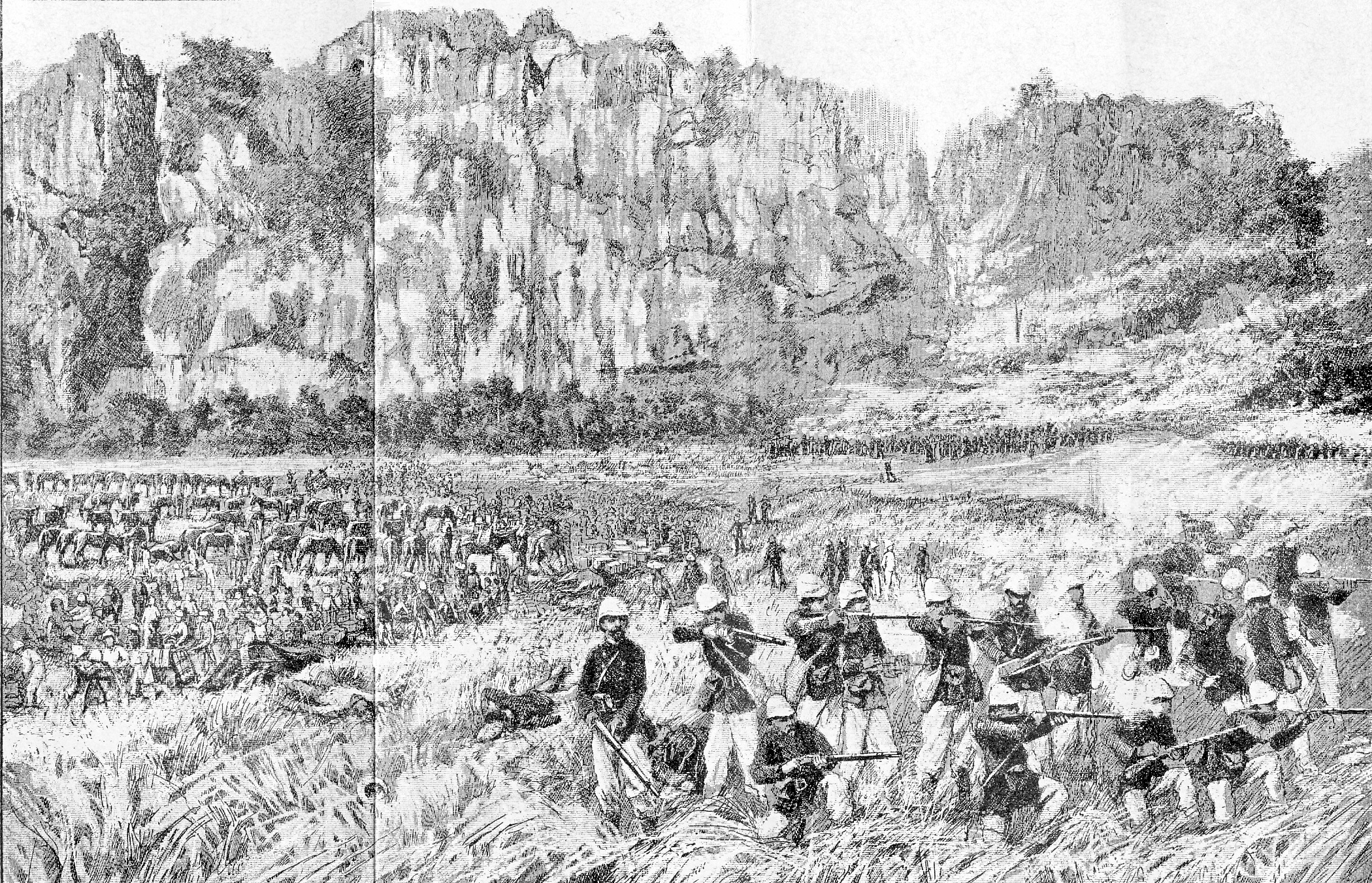
清仏戦争の直接原因となった1884年6月23日のバクレ伏兵事件

1884年8月5日、ベトナム領有を意図するフランスとベトナムでの宗主権を護持しようとする清国との間で清仏戦争が勃発した。清越国境付近のバクレでの両軍衝突が引き金となったが、この戦いで劣勢に立った清国は朝鮮駐留軍の半数に相当する約1,500名を内地に移駐させた。独立党は、これを好機ととらえた。日本もまた、壬午軍乱以降、無為にすごした失地回復の好機とみて清国勢力の後退を歓迎した。井上馨外務卿は帰国中の弁理公使竹添進一郎に訓令し、10月に漢城に帰任させた。竹添は軍乱賠償金残金の寄付を国王に持ち掛ける一方、金玉均ら独立党に近づいた。

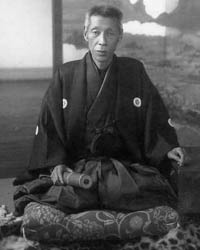
竹添進一郎

金玉均らは11月4日、朴泳孝邸宅に日本公使館の島村久書記官を招いて密談をおこなった。集まったのは、金玉均、朴泳孝、洪英植、徐光範、島村の5名であった。そこで金玉均は島村にクーデタ計画を打ち明けているが、島村はそれに驚きもせず、むしろ速やかな決行を勧めるほどであったという。かれら独立党は3つのクーデタ計画案を検討し、同年12月に開催が予定されていた「郵征局」の開庁祝賀パーティーに乗じて実行にうつす案が採用された。金玉均は11月7日に日本公使館をおとずれ、竹添公使にクーデタ計画を打ち明け、そのとき竹添から支援の約束を得ている。
金玉均は漢城駐在のイギリスとアメリカ合衆国の外交官にもクーデタ計画を相談した。かれらは、金玉均のえがく理想に共感し、清国よりも日本を頼るべきことについても理解を示したが、しかし、決行については清国の軍事的優位を認めて、これに反対した。金玉均はさらに、それとなく高宗にも計画の内容を伝えて伺いを立てた。高宗もまた、清の軍事力を考えると不成功に終わるのではないかとの懸念を伝えたが、金玉均はこれに食い下がり、フランスと連動して動けば充分に勝機はあると訴えた。高宗は、これを諒とした。
しかし、クーデタに動員できる軍事力といえば、日本公使館警備の日本陸軍仙台鎮台歩兵第4連隊第1大隊第1中隊の150名と、陸軍戸山学校に留学して帰国した10数名の朝鮮人士官学生および新式軍隊の一部にすぎなかった。この人数では、半減したとはいえ、なお1,500名を有する清国兵および袁世凱指揮下の朝鮮政府軍に対抗するのは無謀といってよかった。

## クーデタの実行

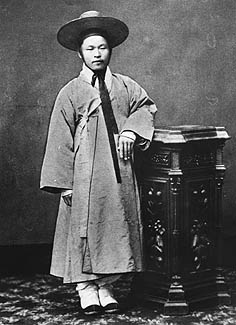
洪英植

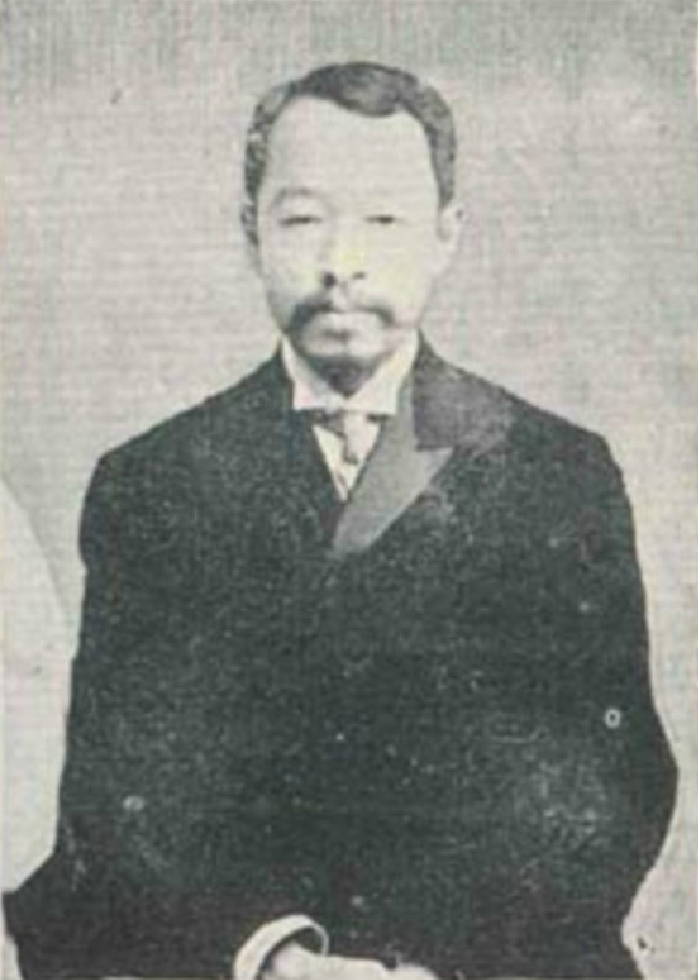
朴泳孝

クーデタ計画は、「郵征局」開庁の宴会に乗じて会場から少し離れた別宮で放火をおこない、その後、混乱の中で閔氏政権の高官を倒して守旧派を一掃、高宗はクーデタ発生を名目に日本に保護を依頼、日本はそれに呼応して公使館警備の軍を派遣して朝鮮国王を保護し、その後、開化派が新政権を発足させるというものであった。この計画のネックとなるのが駐留清国兵の存在であったが、金玉均らは、当時、フランスとの戦争にあった清国が二正面戦争を展開するのは困難だろうとの見通しを立て、決行期日を祝宴の予定された1884年（明治17年）12月4日とした。ところが、案に相違して計画実行直前に戦闘に敗れた清国がフランスとの和議に動く一方、朝鮮への影響力を固守すべく行動した。また、それまで金玉均らを支援してきた井上馨外務卿は、直前になってクーデタへの加担を差し止めたのであった。
こうしたなか、計画は予定通り実行に移された。襲撃用の武器は福澤諭吉の弟子で『漢城旬報』の刊行者であった井上角五郎が輸入したものだといわれている。郵征局の祝宴には、朝鮮政府要人や英・米・独・清など各国代表のほか、独立党からは洪英植、朴泳孝、金玉均、徐光範、尹致昊が参加した。ホスト役を洪英植が務め、アメリカ公使フートの通訳として参加した尹致昊には計画の内容は知らされていなかった。総勢18名で竹添進一郎公使は会合には参加せず、いつでも出動できるよう公使館で待機していた。祝宴には島村書記官が竹添公使の代理として参加した。
12月4日夜8時すぎ、李圭完と尹景寿によって別宮に火がかけられたが警護兵に消し止められたため、付近の民家に放火した。金玉均・朴泳孝・徐光範の3名は王宮に急行し、宦官の柳在賢に対し、寝室にあった国王への取り次ぎを頼んだ。しかし、柳は何事があったのかと質問するばかりでいっこうに取り次ごうとしないので金玉均が大声をあげ、その物音に気付いた高宗が金らに声をかけた。かれらは国王夫妻を正殿から景祐宮に移し、清国軍の反乱と偽って日本公使に救援を依頼するよう高宗に要請した。あらかじめ待機していた竹添公使と日本軍はただちにこれに応じ、国王護衛の政府軍とともに景祐宮の守りについた。当時の朝鮮政府では、変事には閣僚が王宮にかけつけることになっていたので、高官たちがつぎつぎに王宮に向かった。この日の夜から翌日未明にかけて、閔泳穆（外衛門督弁）、閔台鎬（統理衙門督弁）、趙寧夏（吏曹判書）の守旧派（事大党）の重臣3名が殺害され、王宮に入っていた尹泰駿（後営使）、韓圭稷（前営使）、李祖淵（左営使）は門外へ連れ出されて殺害された。宦官の柳在賢は、閔妃の命を受けて高宗に「日本人による変事」であることを伝えたため、国王夫妻の面前で処断された。閔妃の甥で右営使だった閔泳翊は、友人であった洪英植がひそかに護衛をつけてかくまったので無事であった。
翌5日、首相にあたる領議政に興宣大院君の従弟の李載元、左議政（副首相）に洪英植が就き、朴泳孝が前後営使兼左補将、徐光範が左右営使兼代理外務督弁右補将として外交・軍事・司法の要職に、また、金玉均は戸曹参判として財政担当として参加する新政権の成立を宣言した。各国にもこれを通告してアメリカ公使フート、イギリス領事アストンが参内した。この日の夕方、国王・王妃の意向により国王一家は昌徳宮に遷宮したが、これには金玉均が強く反対したという。
新政権の構成員として名前があがったのは、尹致昊の父尹雄烈、朴泳孝の兄朴泳教、徐載弼、申箕善といった独立党の人士のほか、開化派官僚からは金允植、金弘集の名があり、さらに、天津に幽閉されていた興宣大院君の縁者を中心とする王家親族が名簿に名をつらねた。清からの独立とともに挙国一致を意識したものであったが、これは必ずしもすべてが本人の承諾を得た「人選」ではなかった。
金玉均『甲申日録』によれば、新政府の閣僚は夜を徹して話し合い、国王の稟議を経て、
1. 興宣大院君は日を追って還国されること。清国に対する朝貢の虚礼を廃止すること
2. 門閥を廃止し、人民平等の権利を制定すること。才能をもって官を選び、官をもって人を選ぶことのないようにすること
3. 国を通して地租の法を制定して税制を改革し、役人の不正を防ぎ、人民の困窮を救い、国費をゆたかにすること
4. いずれ内閣を組織して内侍（女官や宦官）の制を廃し、そのなかで優秀なものは登用すること
5. 邪悪・貪欲にして国家を害すること著しいものに対しては罰を定めること
6. 各道でおこなわれる「還上」という過酷な搾取の仕組みを永久に廃止すること
7. 奎章閣を廃止すること
8. 急ぎ巡査を設置して窃盗等の犯罪を防ぐこと
9. 恵商公局を廃止すること
10. 近年、配流や禁固刑に処せられた政治犯を釈放すること
11. 四営を合わせて一営とし、一営中に兵を厳選したうえで近衛隊を設置すること。陸軍大将には王世子（皇太子）を擬すること
12. 国内財政をすべて戸曹が管轄し、その他一切の財務衙門を廃止して財政官庁を一元化すること
13. 大臣・参賛は定期的に議政所において会議を開き、政令を議定して執行すること
14. 政府六曹以外の冗漫な官庁に属するものは罷免し、大臣と参賛が話し合って啓発すること

という内容の政治綱領（「革新政綱」）を作成して、6日、これを発表した。さらに、宮内省を新設して、王室内の行事に透明性を持たせること、国王は「殿下」ではなく「皇帝陛下」として独立国の君主として振る舞うこと、還穀を廃止すことなどが構想されていたといわれる。なお、これは本来80項目から成っていたといわれるが、具体的な内容が知られるのは『甲申日録』の伝える14か条だけである。いずれにせよ、この政綱から、旧弊を一新しようとする変法自強運動的な性格を読み取ることができる。すなわち、少数からなる政府に権限を集中させて租税・財政・軍事・警察などの諸点において近代的改革を実施する一方、従来の宗属関係を廃棄して独立国家としての実をあげようとしたものであった。

## 三日天下

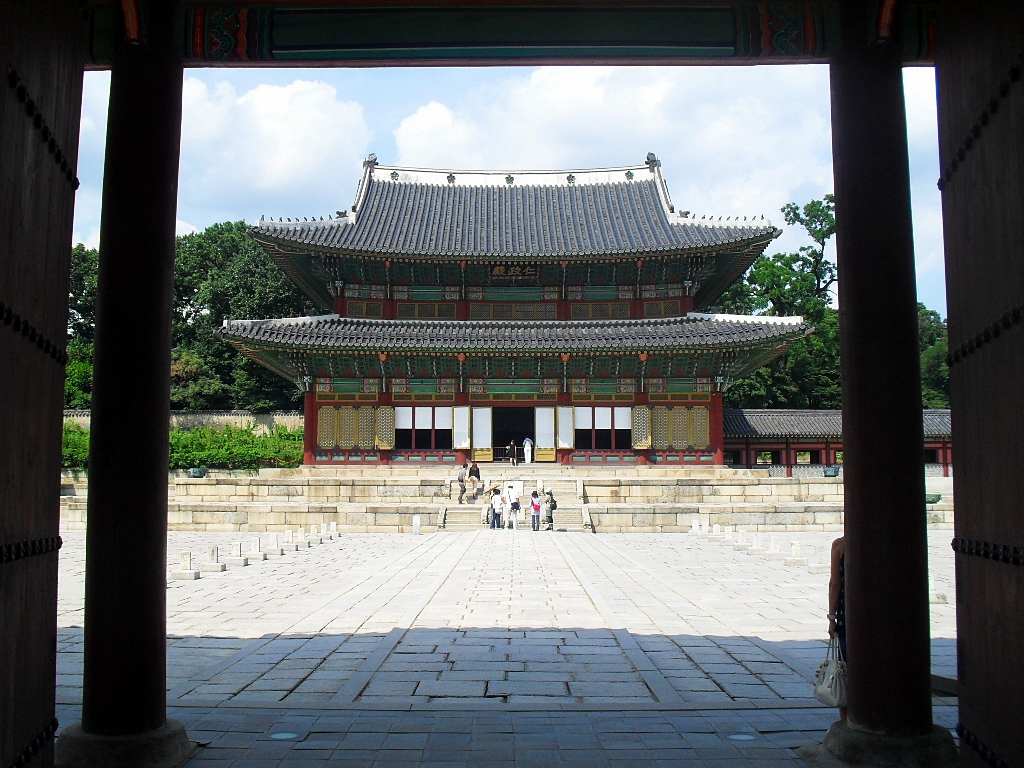
昌徳宮仁政殿

開化派のクーデタに対し、閔氏側の右議政沈舜沢は清国軍の出動と国王・閔妃の救出を要請した。清国軍は当初出動をひかえていたが、これは、高宗が日本公使の保護を命じていたことと、日清両軍の衝突による混乱を避けるためであった。しかし、事態の進展はそれを許さず、清国軍を統括していた呉兆有が袁世凱らと協議した結果、12月6日、兵を率いて昌徳宮に入ることを決めた。袁世凱は国王への拝謁を求めたが、金玉均は袁世凱の拝謁は当然ながら許されるが兵を率いて入ることは許されないと応答した。午後2時すぎ、呉兆有が500名を率いて宣仁門から、袁世凱が800名を率いて敦化門から攻撃を開始し、午後3時ころから日清間で銃撃戦が始まった。このとき、袁世凱は攻撃目標は日本兵ではなく、あくまでも反乱者たちであるという名目を立てている。王宮護衛の職にあった朝鮮政府軍兵士400名は経験も浅く、武器も不十分であったため、宣仁門を守っていた兵士は一斉に逃亡、他の場所でも至る所でくずれ、清国軍に合流する者もあらわれた。結果として日本軍150名だけで清国兵1,300名と戦わざるをえなかった。しかし、日本兵は奮戦し、日本側の犠牲者は死者1名、負傷者4名であったのに対し、清国軍の戦死者は53名を数えた。多くの清国兵士は気勢をあげて威嚇するのみで、交戦を避けて王宮各所に放火、略奪行為に走った。
とはいえ、広大な昌徳宮を防衛するにはあまりにも少数の日本軍は王宮の一隅に追い込まれた。村上中隊長は、数では清国軍に劣るものの戦闘では決して不利とはいえず、必ず撃退することを竹添公使に約束したが、竹添はそれを聞き入れなかった。包囲の環がせばめられ、国王と王妃は逃げまどい、ついに竹添は日本軍撤収を命じた。国王を奉じて仁川に避難するという金玉均らの申し出は国王によって拒否された。竹添公使と日本軍は昌徳宮の裏門から脱出して午後7時30分ころに漢城の校洞にある日本公使館に戻った。朴泳孝・金玉均ら9名も行動をともにしたが、洪英植や朴泳教は国王にしたがって王宮に残り、のちに清国兵に殺害された。
清国軍は、12月7日から10日まで高宗を陣営内に確保し、その間高宗に教書を発布させ、臨時政権を樹立させた。4日から6日にかけての宮廷記録を書き改めさせ、高官らに金玉均らを弾劾すべしとの上疏をさせた。新閣僚には、左議政の金弘集を筆頭に、金允植、金晩植、魚允中らが入り、右営使に閔泳翊、外務協弁にメレンドルフが名を連ねた。
竹添の公使館帰着前から漢城は大混乱に陥った。鐘路付近の商店のほとんどが清国兵や朝鮮人暴徒によって破壊・掠奪され、日本人家屋からの略奪行為が相次いだ。まとまって避難していた日本人集団が各地で襲撃され、婦女子がいたるところで暴行された。旅行中の日本軍大尉1名や日本公使館に逃げ込まなかった居留民29名は暴徒化した軍民によって殺害された。竹添もまた居留民保護の務めを充分に負ったとはいえない。公使館には在留邦人避難者も含めて260人が押し寄せており、籠城するにも食糧が足りなかった。
結局、竹添は7日午後、この年の7月に新築落成なったばかりの日本公使館に火を放って全員退去を命じ、西大門を抜けて麻浦から漢江をくだって仁川府に向かった。竹添一行が仁川領事館に着いたのは翌8日の朝であった。彼らは停泊中の千歳丸に収容され、長崎へと向かうこととなったが、竹添はクーデタと自分のかかわりが明らかになることを怖れ、朴泳孝・金玉均らの同行を露骨に嫌がった。そこに外務協弁のメレンドルフが船内の捜索にかけつけた。「これは国際問題だ」と脅しをかけるメレンドルフに対し、竹添公使はやむなく捜索を承諾したが、千歳丸の船長辻覚三郎がここで義侠心を発揮し、朴・金らを船底に隠し、自分がこの船の責任者であり、勝手に立ち入ることは誰でも許さないと強硬に主張してメレンドルフを引き下がらせ、金らはようやくひそかに同行できたのであった。

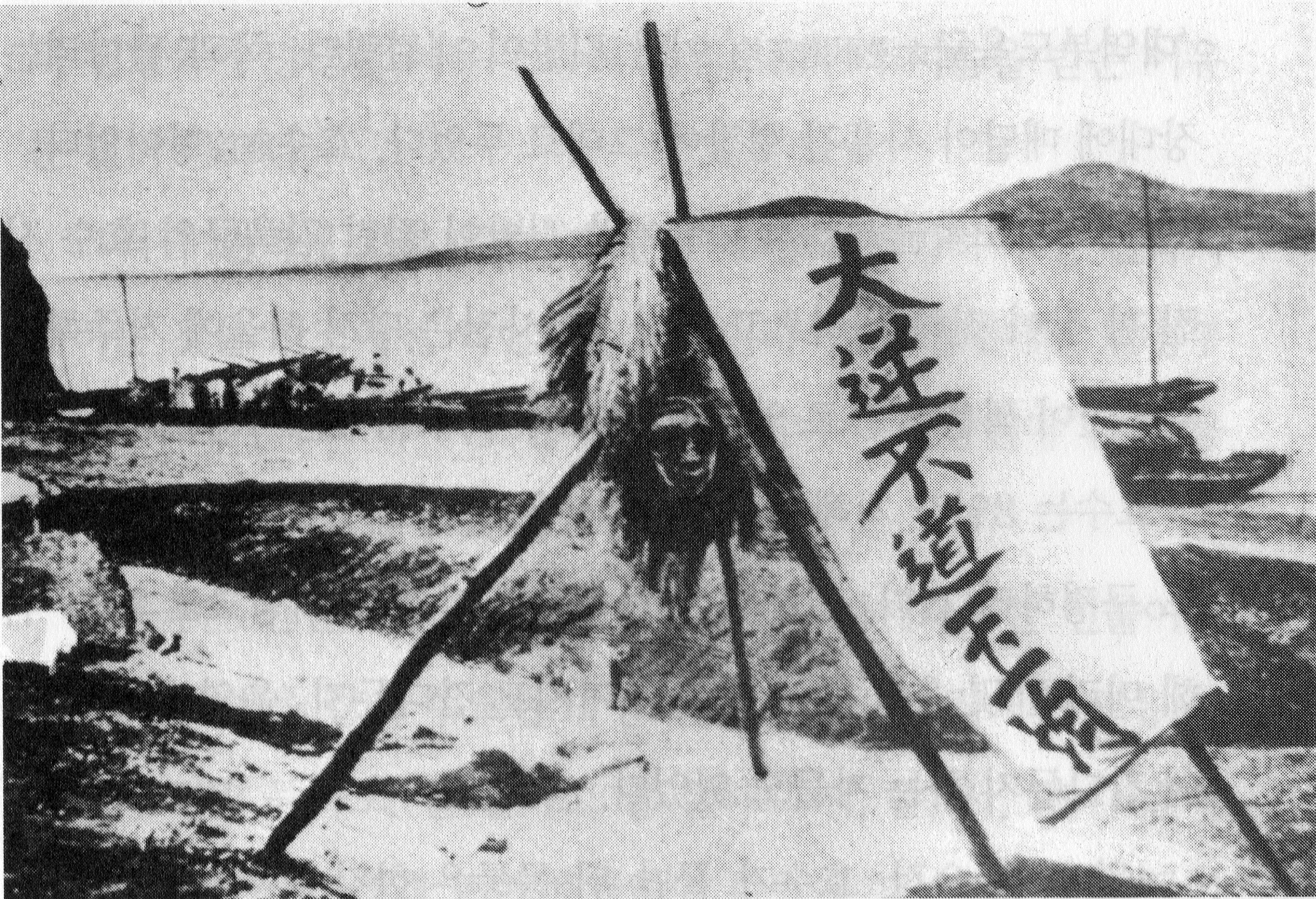
「大逆不道玉均」として河原に晒された金玉均（1894年）

朝鮮では親清派が臨時政権を樹立したが、独立党の人士や朴・金ら亡命者たちの家族も数多く朝鮮に残った。彼らは殺害されたり、禁固刑となったり、あるいは自殺するなど、ほとんどが悲惨な結末をたどった。徐光範と徐載弼の父母妻子は絞殺に処せられ、金玉均の養父は国王の配慮で養子縁組が解除されたものの、実父は捕らえられ、金玉均と一緒に処刑するため獄につながれた。政変に参加した独立党員の身内には「族誅」が適用され、従者や幼い子どもも含めむ家族が残忍な方法で処刑された。
クーデタの失敗によって死を免れた金玉均、朴泳孝ら9名は日本に亡命し、そのうちの徐光範、徐載弼らはアメリカに渡った。亡命した金玉均は小笠原諸島の父島や札幌など日本各地を転々としたが、日本政府からは冷遇されて再起計画に絶望し、ついには清国の北洋大臣李鴻章を説得するため、1894年（明治27年）3月、上海に渡った。しかし、3月28日、44歳の金玉均は、同地において朝鮮国王の放った刺客洪鐘宇によって暗殺された。その遺体は朝鮮半島に移送された後に凌遅刑に処せられ、五体を引き裂かれたのち朝鮮各地に分割して晒された。金の妻と子は、甲申政変の失敗から10年間生死不明で行方知らずとなったのち、1894年（明治27年）12月忠清道沃川の近傍で当時東学党の乱（甲午農民戦争）鎮圧の任にあたっていた日本軍によって偶然発見され、保護された。そのときの2人は実に憐れむべき姿だったという。
政変は失敗に帰したものの、このできごとは近代国家の樹立をめざした民族運動のさきがけとしての歴史的意義を有する。問題は、それが朝鮮民衆の支持を欠いており、もっぱら外国勢力（日本）の力を借りようとしたことであり、その意味で、それが最終的に外国勢力（清国）の介入によって失敗に終わったのも無理からぬところがあった。結局のところ、新政権を守るための防衛対策を怠ったことがクーデタ挫折の原因だったのである。

## 事後処理
甲申政変後、日本政府は朝鮮政府とのあいだに漢城条約を、清国とのあいだに天津条約を締結した。クーデタの挫折によって、日本の朝鮮における立場は以前よりむしろいっそう悪化した。

### 漢城条約

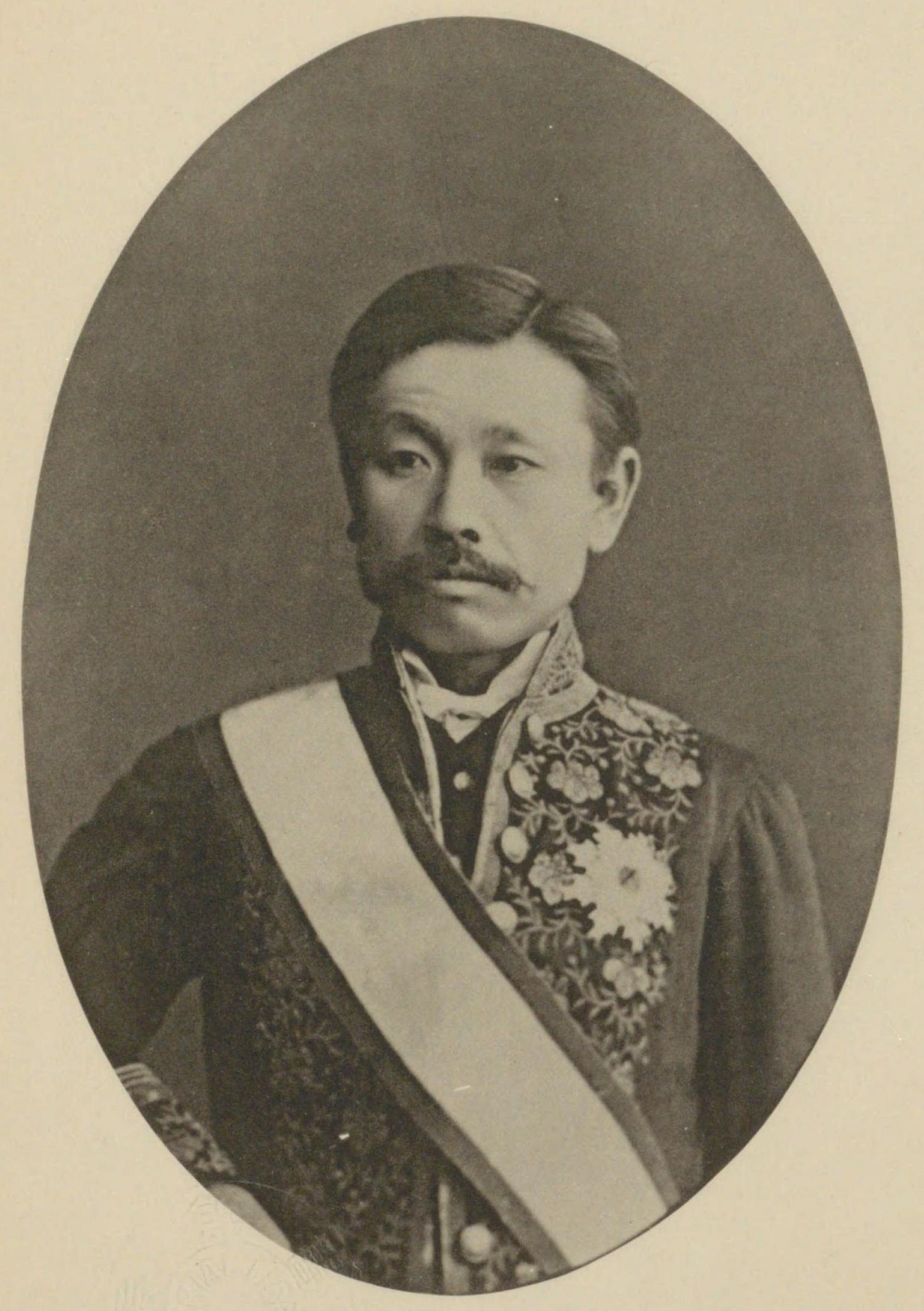
井上馨

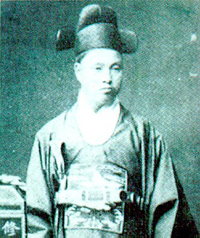
金弘集

竹添公使は、在留邦人と公使館員を仁川の日本人居留地にまで退避させたのち、再び漢城にもどり、朝鮮政府と朝鮮駐留清国軍に対し「在漢城日本居留民への朝鮮民衆と清国軍の暴虐」および「仁川へと退避しようとしていた公使一行が朝鮮人と清国人に攻撃を受けたこと」に対する抗議文を発した。
朝鮮側は日本公使がクーデタにおいて、金玉均らの行動に積極的に加担し、6大臣暗殺等にも深く関与していると疑っており、公使が事変時に朝鮮政府への通達なく兵を率いて王宮に入ったことを強く非難した。これに対して竹添公使は、朝鮮国王による「日使来衛」（「日本公使よ、護衛の為に来たれ」）の親筆書と玉璽の押された詔書を示し、自身の行動は保護を求めた国王の要請に基づいた正当な行動であったと主張した。朝鮮側からは、重臣殺害の犯人を公使が捕らえているのならば国王護衛者としての資格を認めようと切り返され、日本側が正当性の裏づけとして示した親筆書は独立党一派が偽作したものであり、無効であると非難された。しかし、調べによって璽印は真正なものであることが認められた。政府の頭越しに無断で王宮に入ったことは批判されるべきことではあったが、これによって追及は後退した。両者は互いに自身の正当性を主張して譲らず、平行線をたどるばかりだったので、問題の解決は全権大使として派遣された井上馨外務卿の手に委ねられた。
日本国内では、公使や日本軍がクーデタに関与した事実は伏せられ、清国軍の襲撃と居留民が惨殺されたことのみが大きく報道されたこともあって、対朝・対清主戦論的な国民世論が醸成されていた。政府よりの12月29日付『東京日日新聞』が、朝鮮政府が「今回の事変は全く支那兵の企て」と釈明したうえ竹添公使に謝罪したと報じ、自由党の機関紙『自由新聞』は、「我が日本帝国を代表せる公使館を焚き、残酷にも我が同胞なる居留民を虐殺」した清を許すことはできず、中国全土を武力で「蹂躙」すべしとの論陣を張り、福澤諭吉の『時事新報』も「北京に進軍すべし」と主張した。『東京横浜毎日新聞』や『郵便報知新聞』もまた清国の非を論じた。自由党の本拠地高知県では片岡健吉が義勇兵団を組織し、日本各地で抗議集会や追悼集会が開かれ、日本陸軍主流や薩摩閥も派兵に向けて動いた。
しかし、当時の日本の軍事力・経済力では、清国との全面対決は回避すべき無理難題であることは、政府部内において一致する共通認識であった。井上外務卿の一行は12月22日に東京を出発し、1884年の暮れに軍艦3隻と2個大隊の陸軍兵を護衛につけて漢城入りした。交渉に参加したのは、日本側が井上全権大使、随員の井上毅参事院議官、朝鮮側が左議政（副首相相当）全権大臣金弘集、督弁統理交渉通商事務衙門趙秉鎬、同協弁メレンドルフらであった。
井上全権は、日本政府のクーデタへの関与を否定したうえで、日朝両国関係の速やかな修復が何よりも肝要であるとして、双方の主張の食い違いを全て棚上げにし、「朝鮮国内で日本人が害されたこと」および「日本公使館が焼失したこと」という明白な事実のみを対象に交渉を妥結することを提案した。金弘集全権は最終的に井上の提案に同意し、1885年（明治18年）1月9日、朝鮮国王の謝罪、日本人死傷者への補償金、日本公使館再建費用の負担などを定めた漢城条約が締結された。竹添公使には、罷免に近い「召還」の処分を下すことによって朝鮮政府の要求に応えた。交渉の席中、李鴻章より派遣されて1月1日に漢城入りした清国北洋副大臣の呉大澂は朝鮮の宗主国として日朝交渉を監視し、干渉しようとする場面もあったが、井上・金の両全権は日朝間の問題に清国が容喙することを拒んだ。撤兵問題に関して井上全権は、日清の二国間交渉に場を移すこととした。

### 天津条約

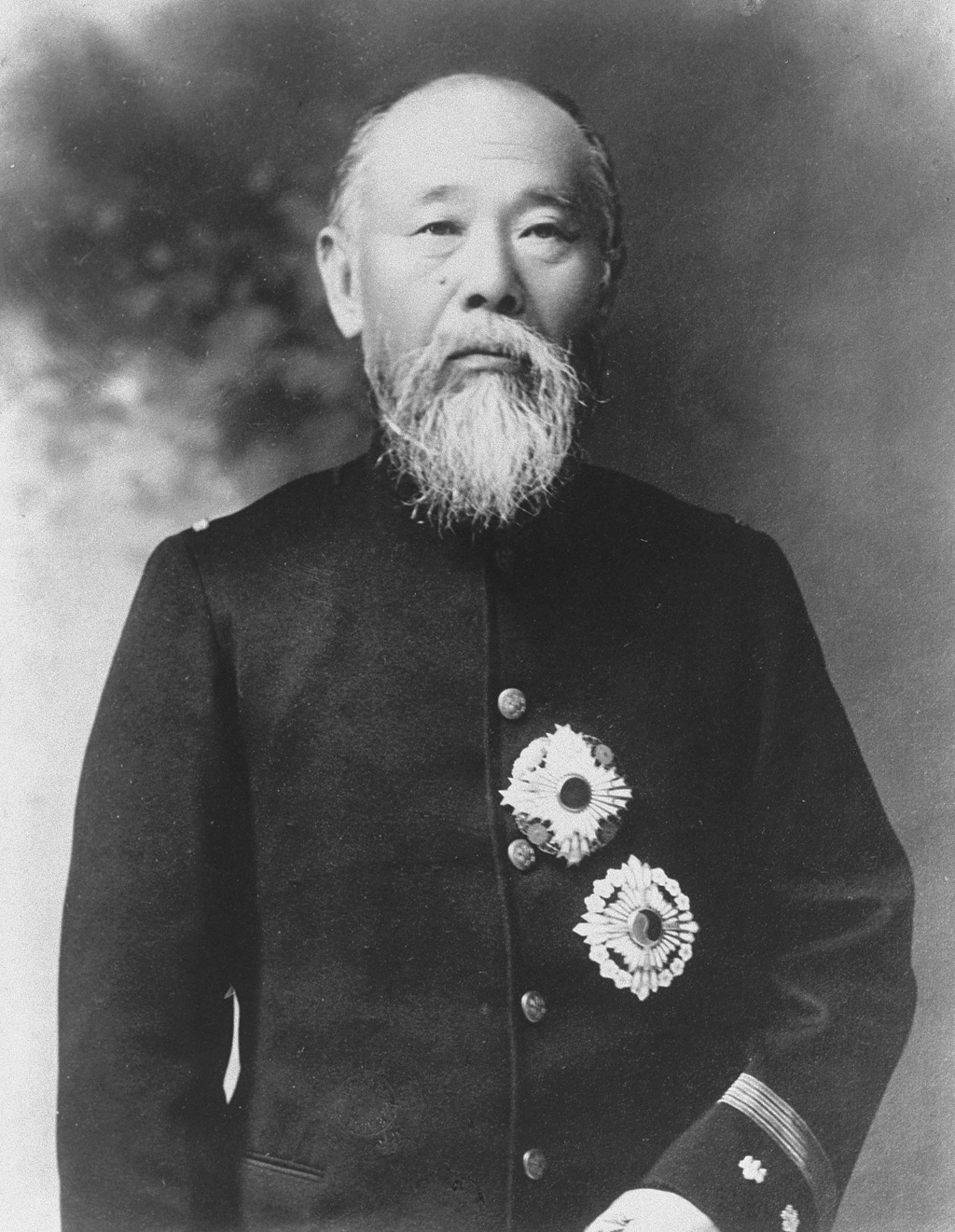
伊藤博文

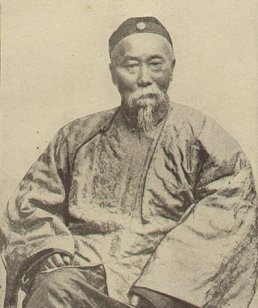
李鴻章

甲申政変は日清関係にも重大な緊張状態をもたらした。課題は、なおも朝鮮半島で睨み合う日清両軍の撤兵問題と、政変中に在留日本人が清国軍によって加害されたとされる日本商民殺傷事件に関する責任の追及であった。日本側は、参議・宮内卿の職にあり、政府最高の実力者である伊藤博文を特命全権大使に任じて北京に派遣した。伊藤には参議・農商務卿の西郷従道が同行し、井上毅・伊東巳代治・牧野伸顕ら12名の随員、10名の随行武官をともなう大型使節団が、1885年3月21日に北京入りした。清国側は交渉の席を天津に設けて、全権を北洋通商大臣の李鴻章に委ねた。
日本側は、朝鮮国王の要請によって王宮内に詰めていた竹添進一郎公使と公使館護衛隊が袁世凱率いる清国漢城駐留軍の攻撃に晒されたことはまったくの遺憾であると主張し、政変の混乱が広がる漢城市街で清国軍人によって在留日本人が多数殺害・略奪されたとして清国を厳しく非難した。そして、そのうえで朝鮮からの日清両国の即時撤兵と、日本商民殺傷事件に関係する清国軍指揮官の処罰を求めた。対して清国側は、朝鮮王宮における戦闘は日本側が戦端を開いたものであると反論し、日本はクーデタを引き起こした独立党勢力に協力した疑いがあるとして、軍を出動させた竹添公使の行動を強く非難し、漢城における日本商民殺傷事件もまた暴徒化した朝鮮の軍民によって引き起こされたものであるとして清国軍の関与を否定した。
撤兵問題に関しては、共同撤兵といえば相互対等に聞こえるものの、日本側が公使館警備に限定された一個中隊の暫定的駐屯であるのに対し、清国側は現に漢城を制圧している大軍の駐兵既得権であったことから、事実上、清国の駐兵権の放棄を求めたのに等しかった。これについて、駐清公使の榎本武揚は、将来、緊急時の出兵権を担保するならば最終的に合意が得られるだろうとの見通しを示した。実際には、日清両軍の朝鮮半島からの退去については早々に合意をみたものの、以後の朝鮮半島への両国の軍隊派遣に関しては両者の主張が食い違い、伊藤と李鴻章のあいだの交渉は6回におよんだ。
伊藤は第三国の侵攻など特別な場合を除いて、日清ともに出兵するべきではないと主張したのに対し、李は朝鮮が清国軍の派遣を要請すれば清国は宗主国として軍を派遣しないわけにはいかないと反論、壬午軍乱･甲申政変のような内乱であっても出兵はありえると主張した。結局、伊藤の主張する両国の永久撤兵案は退けられたものの、榎本の予想通り、出兵に関する相互通知を取り決めることで合意に達した。日本商民殺傷事件に関する清国軍の関与も清国側は決して認めず、瑣末事であるとして取り合おうともしなかったが、伊藤の執拗な追及に折れて、清国軍内部で再調査を行い事実であれば将官等を処罰するとの照会文を取り交わした。伊藤はかろうじて面目を保ったことになる。
こうして1885年（明治18年）4月18日、両全権の合意の下で天津条約が締結された。条約内容は以下の通り。
1. 日清両国は朝鮮から即時に撤退を開始し、4箇月以内に撤兵を完了する。
2. 日清両国は朝鮮に対し、軍事顧問は派遣しない。朝鮮には日清両国以外の外国から一名または数名の軍人を招致する。
3. 将来朝鮮に出兵する場合は相互通知（「行文知照」）を必要と定める。派兵後は速やかに撤退し、駐留しない。

清国が譲歩した背景としては、清仏戦争がまだ完全に終わっておらず、フランスとの戦闘行為がなおも続いていたことや、日清交渉が長引くことによって日仏が接近することを警戒したイギリス側からの働きかけがあったとみられる。

## 影響

### 朝鮮

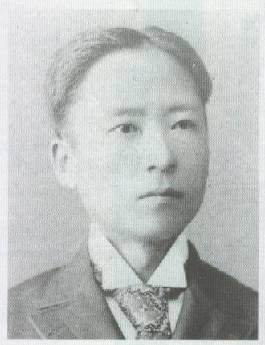
徐載弼

天津条約の結果、日清両国は軍事顧問の派遣中止、軍隊駐留の禁止、やむを得ず朝鮮に派兵する場合の事前通告義務などを取り決めた。これによって、1885年から1894年の日清戦争までの10年間、朝鮮に駐留する外国軍隊はなかった。しかし、それによって朝鮮の自立が確保されたわけではなく、甲申政変を武力でつぶした袁世凱は総理交渉通商事宣として漢城にいすわり、朝鮮の内政・外交に宗主権をかかげて介入した。また、朝鮮から日清軍が撤退したことは、朝鮮半島進出をねらうロシア帝国をおおいに喜ばせた。メレンドルフは、元来は清国政府の推挙によって朝鮮政府の外交顧問となった人物であるが、こののちロシアに接近し、漢城条約の規定によって謝罪使として日本を訪れた際、駐日ロシア公使館の書記官スペールと会談を重ね、朝鮮がロシアから軍事教官をまねくことに合意した。さらに、金玉均がウラジオストクを訪れた場合は身柄を朝鮮に引き渡すこと、第三国の朝鮮侵攻にはロシア軍が出動すること、朝鮮付近の海域はロシア軍艦が防衛することなどを骨子とする密約を結んだ。これは、閔氏要人が閔妃にはたらきかけて高宗からの黙認をあたえたものであったが、親清派の金允植や閔泳翊ら政府首脳は密約を否決してそれを無効化し、メレンドルフは外務協弁を解任された。朝鮮の政権中枢においては、このように、ロシアの力を利用して清国の支配から脱しようとする動きがみられた。
閔氏政権は、洋式学校、士官学校、汽船による物品の輸送、電報事業など開化政策を続けたものの、財源が関税収入と借款に依存しており、やがて借款の利払いが財政を圧迫して事業縮小や外国人教官への俸給支払いの遅延をまねいたため、開化政策は著しく停頓した。また、閔氏政権の長期化は、官職売買と賄賂の横行をまねき、国内政治は腐敗した。地方官も買官経費の回収や蓄財のため住民から不法な収奪をおこなうことが慢性化し、これに苦しんだ住民は各地で請願活動を起こし、1888年以降は毎年のように民乱がおこるようになった。
経済的には、日本への穀物輸出が活発化して農村はそれにより潤ったが、これは同時に米価高騰を引き起こしたため、飯米購買者である下層民の生活を悪化させた。そのため、朝鮮の地方官はしばしば防穀令を発布して米穀の域外流出を禁止した。これは朝鮮農民に前貸しして米を買い集めていた日本人米穀商とのあいだでトラブルに発展した（防穀令事件）。
甲申政変のクーデタに加わった人物の多くは長い間不遇の状態にあったが、日清戦争中の1894年12月に組織された第2次金弘集内閣では、日本に亡命していた朴泳孝、アメリカに亡命していた徐光範がそろって入閣して連立政権をつくり、いわゆる「甲午改革」を主導した。また、徐載弼や尹致昊は1896年4月に『独立新聞』を創立するなど、朝鮮における開化思想・民権思想の大衆化に努めた。

### 清国

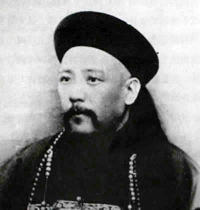
袁世凱

駐兵権を失ったものの、緊急時の出兵権を確保した清国は、袁世凱を中心に朝鮮に対する内政干渉をいっそう強化した。1885年4月14日、イギリスは突如朝鮮半島南方沖合にある巨文島を占領した。これはロシア太平洋艦隊のインド洋への出動を牽制しての行動だったが、巨文島からも周辺の沿岸一帯からも政府への報告が一切なく、朝鮮政府がこの事実を知りえたのは日本の近藤臨時代理公使の報告を受けてからであった。イギリスは巨文島占拠を朝鮮に通告せず、イギリス駐在清国大使の曽紀澤に伝えた。これは、朝鮮が清国の属国であることをイギリスが認めたことを意味している。この件について近藤からの報告を受けてもほとんど無関心だった朝鮮政府も、李鴻章の説明を聞いてようやく事態の深刻さを知り、イギリスに抗議したもののほとんど相手にされなかった。結局、清国が英露両国にはたらきかけた結果、約2年後の1887年3月、ようやく巨文島からイギリス軍が撤退したのであった。
1887年、朝鮮政府は条約締結国に公使を派遣することを決定したが、8月、清国は朝鮮の公使派遣には清国皇帝の許可が必要であると主張し、高宗は使節を清国に派遣して許可をえる手続きをとったが、9月、李鴻章は朝鮮公使が清国公使の下位に立つことを認める3条件に従うよう求めた。また、1890年4月の養母神貞王后の死去に際して、高宗が財政難を理由に弔勅使派遣免除を清に求めたのに対してこれを却下し、高宗がみずから郊外に赴いて勅使を迎える儀礼の免除を求めたのに対してもこれを拒否するなど、いっそう宗主国としての立場に拘泥した。
経済面では、朝鮮における清国の勢力を拡張させた。主要都市間に電信線を敷設して管理下におき、上海・仁川間の航路を開いて清国商人を荷主とする貨物輸送の独占をはかった。1884年、中朝商民水陸貿易章程を改訂して内地通商権を獲得し、これにより多くの商人が朝鮮へ渡って内陸部にも居住して通商をおこなうようになった。主な輸出品は英国産綿製品であり、香港、上海などから朝鮮に運ばれた。
清国では日本との連携を説く向きもあったが、日本を「弱国」と侮る風潮もはびこり、1886年（明治19年）8月には清国の水兵が長崎に無断上陸のうえ暴行をはたらく長崎事件（長崎清国水兵事件）が起こっている。

### 日本
親日派のクーデタが失敗し、多くの独立党の人びとが処刑され、あるいは亡命を余儀なくされたことは、朝鮮半島における日本の立場を後退させた。親日派の力によって日本の政治的・経済的影響力を強めていこうとする構想はここで頓挫し、やがて、軍事的に清国を破ることで朝鮮を日本の影響下に置くという構想へと転換していった。朝鮮政府は清国との結びつきをいっそう強めたが、天津条約によって日本がかろうじて緊急時出兵権を得て、相互事前通告の規定を設けたことは10年後の日清戦争の伏線となった。
政治面では後退したものの、経済的には朝鮮に対する影響力を拡大していった。1885年から1893年にかけて、朝鮮における輸出額の9割以上は日本向けであり、貿易を扱う商船の大半が日本船であった。日本の朝鮮からの主要輸入品は穀物であり、大豆は1887年から、米は1890年以降急増した。この時期、日本の産業革命が進展し、阪神地区の労働者の食糧として米や大豆の需要が急増したためであった。日本もまた1885年に朝鮮の内地通商権を獲得した。
日清関係は悪化したとはいえるものの、しかし、のちの日清全面対決に即座につながったわけではなかった。政治・外交レベルでは、この段階で日本が強引に進出した場合、イギリス・ロシアなどがそこに割って入ってくる可能性は十分にあり、現に巨文島事件なども起こっているので、その危険を回避するためにも、日本にとっては朝鮮の独立が維持されることが望ましかったのである。当時の政府当局者のあいだでは、もし日本と清国が干戈を交えることがあれば、それは双方とも列強のえじきになりかねないという認識が主流であり、同様の論説は清国にも存在した。政府内では清国の軍事力は高く評価されており、強硬論はごく少数であった。ただし、壬午軍乱・甲申政変を経たことによって、日本側の不首尾を感じた山縣有朋らは軍備拡張論を強く唱えるようになり、大蔵卿松方正義による緊縮財政のもと、デフレーションと不況に苦しむ国民生活のなか、政府はあえて増税を断行し、軍備を拡張した。壬午軍乱後は軍事費予算の増加が図られたが、甲申政変後はとくに軍員の増加が顕著になった。

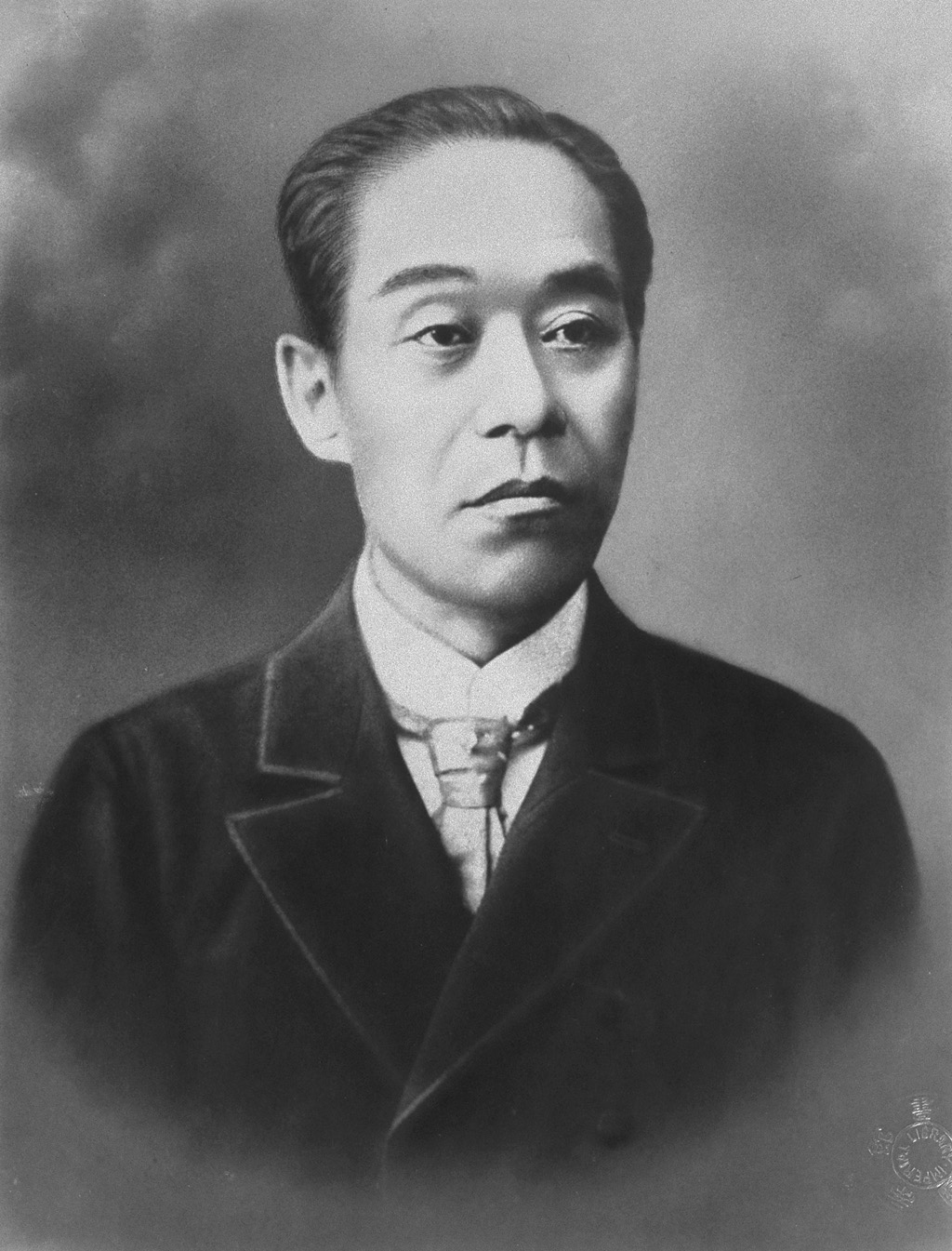
「脱亜論」を発表した福澤諭吉

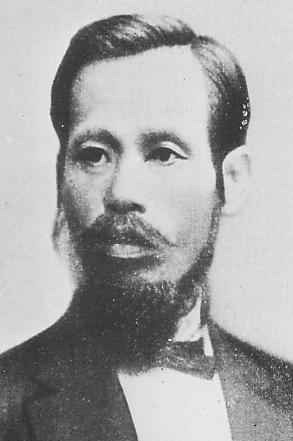
大井憲太郎

この政変によってむしろ大きく変わったのは、一般の日本国民の中国を見る目であった。上述したように、日本国内ではマスメディアが清国軍の襲撃と居留民の虐殺を大きく報道したこともあって、「清国討つべし」の声が高まり、各地で義勇兵運動や抗議・追悼集会が開かれた。のちに「憲政の神様」と称された尾崎行雄も清国を鋭く批判し、対清強硬論を主張した。
朴泳孝・金玉均ら独立党を全面支援してきた福澤諭吉は、この事件で朝鮮・中国に対して深い失望感を覚え、とりわけ開化派人士や幼児等も含むその近親者への残酷な処刑に強い衝撃を受けた。自身が主宰する1885年（明治18年）2月23日・2月26日付の『時事新報』に掲載した「朝鮮独立党の処刑」と題する社説では、「権力を握る者が残酷に走るのは敵を許す余裕なき『鄙怯（ひきょう）の挙動』であり、隣国の『野蛮』の惨状は我が源平の時代を再演して余りある」と論評して、その憤りを吐露した。そして、3月16日付『時事新報』には「今日の謀を為すに、我国は隣国の開明を待て共に亜細亜を興すの猶予ある可らず、寧ろ其伍を脱して西洋の文明国と進退を共にし、其支那朝鮮に接するの法も、隣国なるが故にとて特別の会釈に及ばず、正に西洋人が之に接するの風に従て処分す可きのみ。悪友を親しむ者は悪名を免かる可らず。我れは心に於て亜細亜東方の悪友を謝絶するものなり」という、「脱亜論」として知られる社説を掲載した。これは、ヨーロッパを「文明」、アジアを「未開野蛮」とみて、日本はアジア諸国との連帯を考慮せずに西欧近代文明を積極果敢に摂取し、以後、西洋列強と同様の道を歩むべきだとする主張であり、従来の日・清・朝がともに文明化して欧米列強の侵略を阻止しようという考えからすれば大きな転換であった。さらに、8月13日には社説「朝鮮人民のためにその国の滅亡を賀す」を掲載し、「今朝鮮の有様を見るに王室無法、貴族跋扈、税法紊乱して私有の権なし。政府の法律不完全にして無辜の民を殺し、貴族士族の輩が私欲私怨で人を拘置し殺傷すれども訴へるに由なし。栄誉に至りては上下人種を異にし、下民は上流の奴隷に過ぎず。独立国たるの栄誉を尋れば、政府は世界の事情を解せず、いかなる国辱を被るも憂苦の色なく、朝臣らは権力栄華を争ふのみ。支那に属邦視されるも汚辱を感ぜず。英国に土地を奪はれるも憂患を知らず、露国に国を売りても身に利あれば憚らざる如し」と論じて、朝鮮がこのまま王室による専制国家体制にあるよりは、むしろイギリスやロシアなどの「文明国」に支配された方が人民にとって幸福であるという意見を表明するに至った。これは、いわば極論というべきものであり、この社説により『時事新報』は「治安妨害」の事由により1週間の発行停止処分となった。
このような一連の福澤の言論は、のちの日本の対外思想に少なからず影響をあたえたという指摘がある。しかし実際には、第二次世界大戦後、福澤の朝鮮論の代名詞として扱われがちな「脱亜論」にしても、当時にあっては必ずしも取り立てて注目されるほどの論説ではなかったのであり、事実、政変後の日清協調の時節にあって福澤は「赤心を被て東洋将来の利害を談じ、両国一致して朝鮮を助け（以下略）」との社説も発表している。
この政変は自由民権運動にも大きな影響をあたえた。1885年1月18日、東京・上野で旧自由党左派の大井憲太郎らは大日本有志運動会と称する対清示威運動を開催し、参加者約3,000名が日本橋の時事新報社前で万歳を叫んだ。この年の12月、大井憲太郎、小林樟雄、磯山清兵衛を中心に景山英子も加わり、朝鮮にわたってクーデタを起こし、清国から独立させて朝鮮の改革を行おうとする大阪事件が起こっている。